# Municipio de Donnelly (condado de Stevens)
El municipio de Donnelly (en inglés: Donnelly Township) es un municipio ubicado en el condado de Stevens en el estado estadounidense de Minnesota. En el año 2010 tenía una población de 100 habitantes y una densidad poblacional de 1,14 personas por km².

## Geografía
El municipio de Donnelly se encuentra ubicado en las coordenadas 45°43′27″N 96°4′42″O / 45.72417, -96.07833. Según la Oficina del Censo de los Estados Unidos, el municipio tiene una superficie total de 88.08 km², de la cual 85,97 km² corresponden a tierra firme y (2,39 %) 2,1 km² es agua.

## Demografía
Según el censo de 2010, había 100 personas residiendo en el municipio de Donnelly. La densidad de población era de 1,14 hab./km². De los 100 habitantes, el municipio de Donnelly estaba compuesto por el 98 % blancos y el 2 % eran de una mezcla de razas. Del total de la población el 1 % eran hispanos o latinos de cualquier raza.